# Polistes plebejus
Polistes plebejus är en getingart som beskrevs av Gerst. 1871. Polistes plebejus ingår i släktet pappersgetingar, och familjen getingar. Inga underarter finns listade i Catalogue of Life.